# Louise Rennison
Louise Rennison (* 11. Oktober 1951 in Leeds, Yorkshire; † 29. Februar 2016 in Brighton) war eine britische Schriftstellerin, Komikerin und Journalistin. Bekannt wurde sie vor allem durch eine Reihe von Jugendbüchern, die in Tagebuchform das Leben der fiktiven 14-jährigen englischen Schülerin Georgia Nicolson erzählen und auf Rennisons eigenen Erlebnissen während ihrer Jugend basieren.

## Leben
Rennison wurde 1951 als Tochter einer 17-jährigen Mutter geboren und wuchs in Leeds in einer irisch-jüdischen Großfamilie mit ihren Eltern, Großeltern, Onkel, Tante und Vetter auf. Sie besuchte eine private Mädchenschule. Als sie 15 war, wanderte die Familie nach Neuseeland aus. Weil es ihr dort nicht gefiel, schickten ihre Eltern sie aber schon nach sechs Wochen zurück nach England, wo sie bei ihren Großeltern lebte.
Weil Louise sich mit dem Nachbarsjungen angefreundet hatte und die Großeltern eine frühe Schwangerschaft wie bei ihrer Mutter befürchteten, schickten sie Louise im Alter von 17 wieder zu ihren Eltern nach Neuseeland. Dennoch wurde sie noch mit 17 von einem Neuseeländer schwanger und bekam eine Tochter, die kurz nach der Geburt adoptiert wurde und in Neuseeland aufwuchs. Erst als ihre Tochter über 20 Jahre alt war, lernte Rennison sie kennen.
Nach der Geburt ihrer Tochter lernte Rennison einen Mann kennen, mit dem sie sieben Jahre zusammenlebte und im Alter von 20 Jahren nach England zurückkehrte. In den 1970er-Jahren lebte sie in London. Nach verschiedenen Tätigkeiten entschied sie sich im Alter von 32 Jahren, einen alten Kindheitstraum wiederzubeleben, und belegte einen Kurs in Bildender Kunst an einem College in Brighton. Sie begann, sich für die Bühne zu interessieren, und trat in den 1980er-Jahren erstmals mit einem eigenen Comedy-Programm namens Stevie Wonder Felt My Face auf. Weitere Programme wie Bob Marley’s Gardener Sold My Friend und Never Eat Anything Bigger Than Your Head folgten. Rennison schrieb auch Material für andere stand up comedians, arbeitete für BBC Radio 4 und schrieb eine Kolumne für die Londoner Zeitung Evening Standard. Sie erweckte die Aufmerksamkeit eines Londoner Verlags, der sie bat, ein Buch für weibliche Teenager (sogenannte Chick lit) zu schreiben.
Rennison schrieb ein Buch über die (fiktive) 14-jährige englische Schülerin Georgia Nicolson, das auf ihren eigenen Jugenderlebnissen basierte und 1999 unter dem Titel Angus, thongs and full-frontal snogging erschien (dt. 2000 als Frontalknutschen). Da das Buch Preise wie den Nestlé Smarties Book Prize sowie den Michael L. Printz Award erhielt und sich in Großbritannien und den USA gut verkaufte, folgten mehrere Fortsetzungen. Die Bücher erreichten vor allem in den USA eine Millionenauflage; der vierte Titel der Reihe, ‘Dancing in my nuddy-pants!’, erreichte 2003 eine Woche nach Erscheinen Platz 1 der Bestsellerliste der New York Times für gebundene Kinder- und Jugendbücher. Ende Juni 2009 erschien unter dem Titel ‘Are these my basoomas I see before me?’ das zehnte Buch der Reihe, das auch das letzte sein sollte.
Paramount hatte die Filmrechte erworben, und 2007 wurden die ersten beiden Bücher als Angus, Thongs and Perfect Snogging (dt. Frontalknutschen) unter der Regie von Gurinder Chadha verfilmt, die auch das Drehbuch schrieb. Der Film kam 2008 in die Kinos; die 15-jährige Georgia Groome spielte die Hauptrolle der Georgia Nicolson. Eine Fortsetzung des Films sollte es Rennison zufolge nicht geben. Eine Bühnenversion der Geschichte mit dem Titel Angus, Thongs & Even More Snogging wurde 2012 in Leeds gezeigt.
Im Juli 2010 erschien unter dem Titel Withering Tights der erste Band einer auf drei Bände angelegten neuen Buchreihe Rennisons namens Misadventures of Tallulah Casey, die an einer Schule für darstellende Künste (performing arts school) in einer Welt der Freundschaft, Rivalität und peinlicher Momente (“a world of friendship, rivalry and embarrassing moments”) spielt. 2013 erschien der dritte Band The Taming of the Tights. Anschließend wollte Rennison nach einer einjährigen Auszeit erneut über Georgia Nicolson schreiben, nun als Studentin.
Rennison war zweimal verheiratet und lebte 2012 wieder in London, nachdem sie lange Zeit in Brighton ansässig war. Sie lebte alleine und starb Ende Februar 2016 im Alter von 64 Jahren nach einer Krankheit.

## Werke
Reihe Confessions of Georgia Nicolson (dt. Bekenntnisse der Georgia Nicolson)
1. Angus, thongs and full-frontal snogging (1999; dt. Frontalknutschen, 2000)
2. ‘It’s OK, I’m wearing really big knickers!’ (2000; US-Titel: On the Bright Side, I’m Now the Girlfriend of a Sex God; dt.: Außer Kussweite, 2001)
3. ‘Knocked out by my nunga-nungas.’ (2001; dt.: Komm knutschen!, 2002)
4. ‘Dancing in my nuddy-pants!’ (2002; dt.: Kuss und Schluss, 2004)
5. ‘… and that’s when it fell off in my hand.’ (2004; US-Titel: Away Laughing on a Fast Camel; dt.: Frisch verknutscht, 2006)
6. ‘… then he ate my boy entrancers.’ (2005; dt.: Verknutscht noch mal, 2007)
7. ‘… startled by his furry shorts!’ (2006)
8. ‘Luuurve is a many trousered thing …’ (2007)
9. ‘Stop in the name of pants!’ (2008)
10. ‘Are these my basoomas I see before me?’ (2009)

Reihe Misadventures of Tallulah Casey
1. Withering Tights (2010) (ausgezeichnet mit dem Roald Dahl Funny Prize 2010)
2. A Midsummer Tights Dream (2012)
3. The Taming of the Tights (2013)